# Джой Райв
Джой Райв (англ. Joey Rive; нар. 8 липня 1963) — колишній американський тенісист.
Найвищу одиночну позицію світового рейтингу — 57 місце досяг 16 травня, 1988, парну — 48 місце — 30 січня, 1989 року.
Найвищим досягненням на турнірах Великого шолома було 3 коло в одиночному та парному розрядах.

## Парний розряд (4 поразки)
| Результат | W/L | Дата     | Турнір                          | Покриття   | Партнер                | Суперники                           | Рахунок  |
| --------- | --- | -------- | ------------------------------- | ---------- | ---------------------- | ----------------------------------- | -------- |
| Поразка   | 0–1 | Лип 1986 | Swedish Open, Швеція            | Ґрунт      | Крейґ Кемпбелл         | Серхіо Касаль Еміліо Санчес Вікаріо | 4–6, 2–6 |
| Поразка   | 0–2 | Січ 1988 | Sydney International, Австралія | Трава      | Бад Шултс              | Даррен Кейгілл Марк Кратцманн       | 6–7, 4–6 |
| Поразка   | 0–3 | Лис 1989 | Йоганнесбург, ПАР               | Тверде (i) | Келлі Джонс (тенісист) | Люк Єнсен Річі Ренеберг             | 0–6, 4–6 |
| Поразка   | 0–4 | Кві 1990 | Гонконг                         | Тверде     | Кевін Каррен           | Пет Кеш Веллі Месур                 | 3–6, 3–6 |